# Pycnacantha fuscosa
Pycnacantha fuscosa là một loài nhện trong họ Araneidae.
Loài này thuộc chi Pycnacantha. Pycnacantha fuscosa được Eugène Simon miêu tả năm 1903.